# Huntington (Teksas)
Huntington – miasto w Stanach Zjednoczonych, w stanie Teksas, w hrabstwie Angelina.